# Apsilochorema unciferum
Apsilochorema unciferum là một loài Trichoptera trong họ Hydrobiosidae. Chúng phân bố ở miền Australasia.